# Mikarew jezici
Mikarew jezici (privatni kod: mise; Misegian jezici), naziv za jednu od šest glavnih jezičnih skupina koja čini dio šire skupine ramu, porodica Ramu-Lower Sepik. Obuhvaća tri jezika koji se govore na donjem toku rijeke Ramu u provinciji Madang, Papua Nova Gvineja.
Skupinu čine jezici: aruamu ili mikarew [msy], 8.000 (1990 UBS); kire [geb], 2.420 (2003 SIL); i sepen [spm], 650 (2003 SIL)
Prema ranijoj klasifikaciji bila je dio šire skupine ruboni, koju je činila s ottilien jezicima.

## Vanjske poveznice
- Ethnologue (14th)
- Ethnologue (15th)